# Gorąca linia (film 2000)
Gorąca linia (tytuł oryg. Hanging Up) − amerykańsko-niemiecki film fabularny z 2000 roku w reżyserii Diane Keaton. W filmie w rolach głównych wystąpili Keaton, Meg Ryan, Lisa Kudrow i Walter Matthau. Matthau stworzył w Gorącej linii swoją ostatnią kreację aktorską.

## Obsada
- Meg Ryan − Eve Mozell Marks
- Diane Keaton − Georgia Mozell
- Lisa Kudrow − Maddy Mozell
- Walter Matthau − Lou Mozell
- Adam Arkin − Joe Marks
- Cloris Leachman − Pat Mozell
- Jesse James − Jesse Marks
- Edie McClurg − Esther

## Nagrody i wyróżnienia
- 2001, Santa Barbara International Film Festival:
  - nagroda Modern Master dla Diane Keaton[1]
- 2000, Teen Choice Awards:
  - nagroda Teen Choice w kategorii Film − Choice Hissy Fit (Lisa Kudrow)[1]